# Franknowo

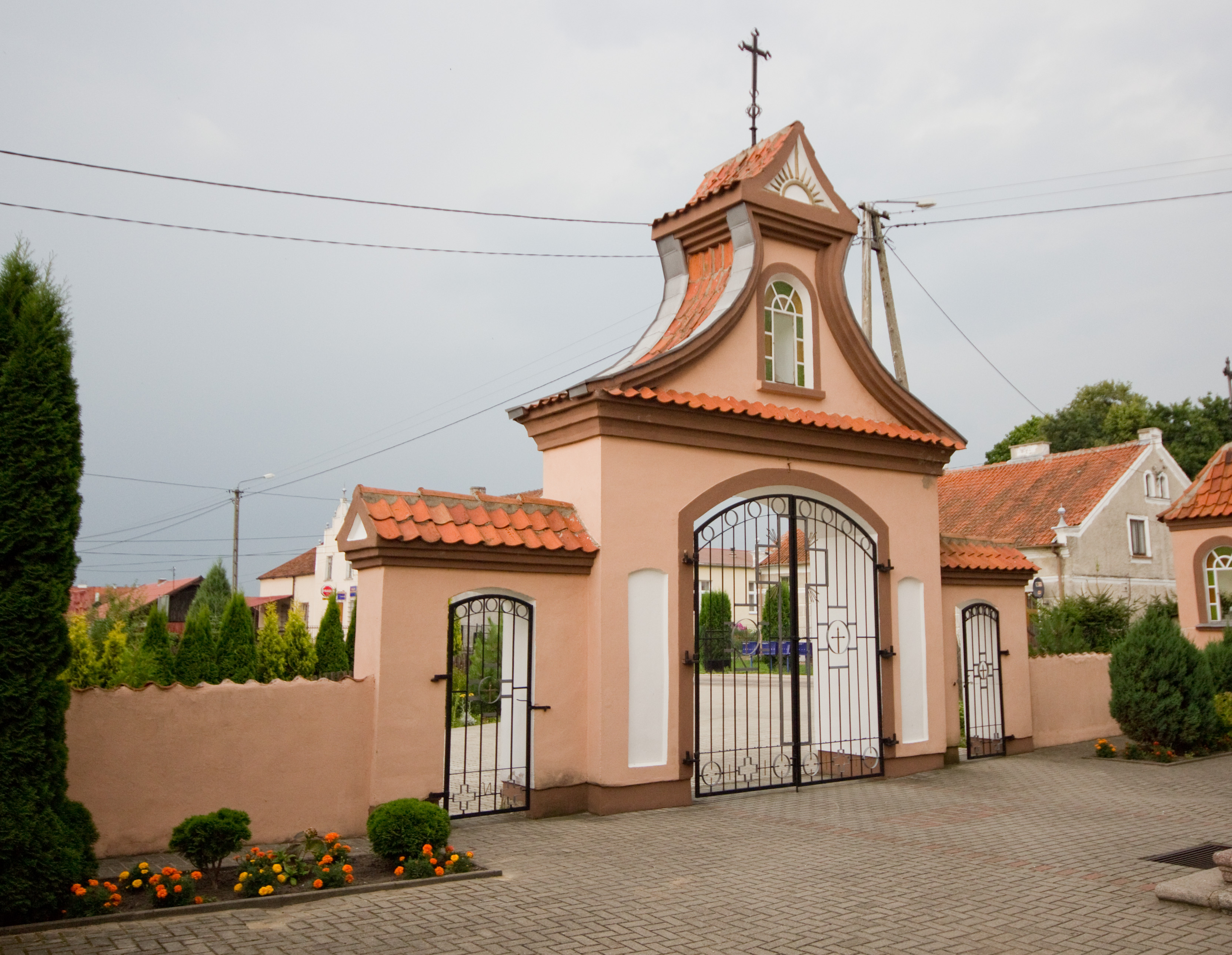
Brama kościelna

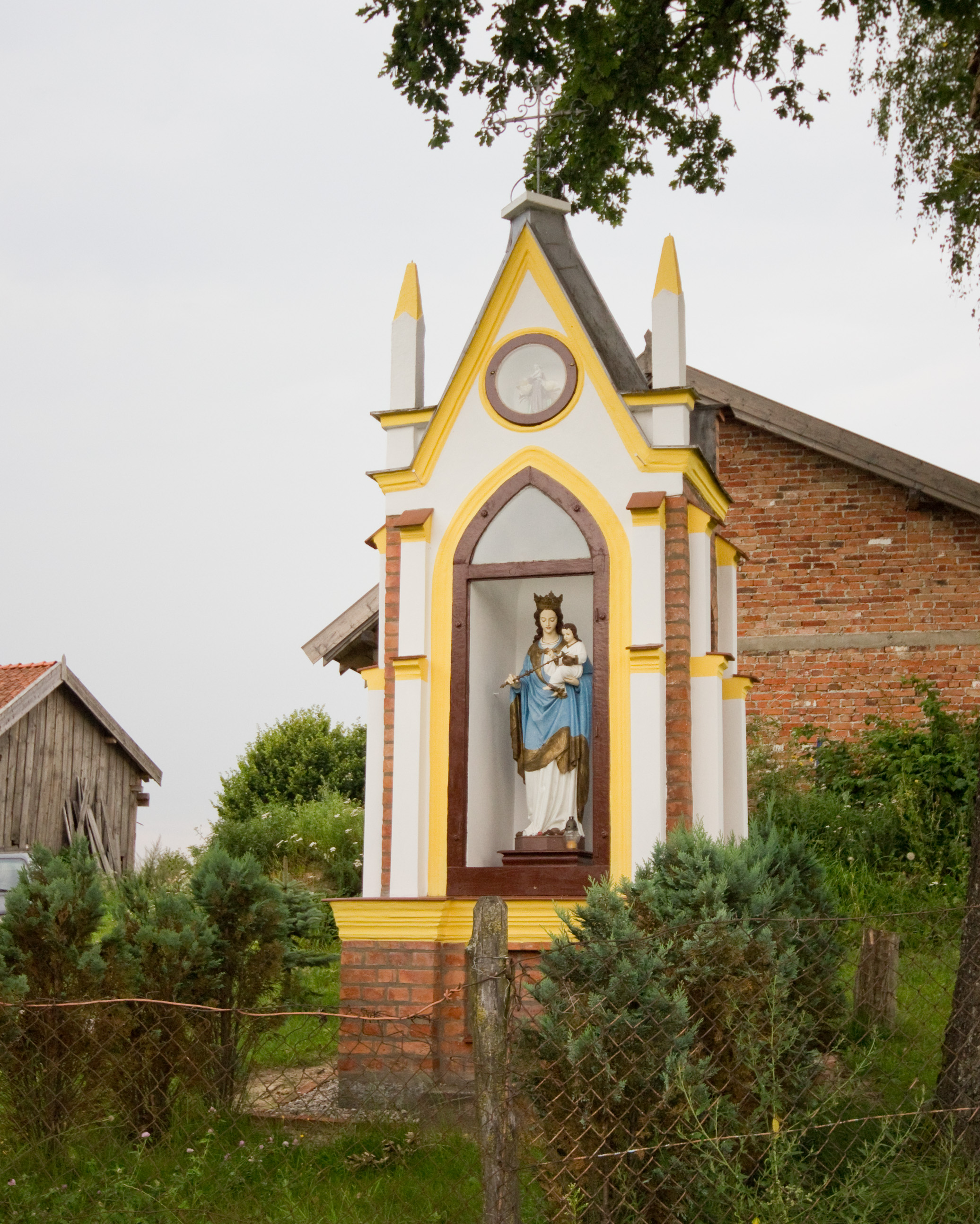
Kapliczka warmińska

Franknowo (niem. Frankenau) – wieś warmińska w Polsce położona w województwie warmińsko-mazurskim, w powiecie olsztyńskim, w gminie Jeziorany.
Do 1954 roku siedziba gminy Franknowo. W latach 1954–1972 wieś należała i była siedzibą władz gromady Franknowo. W latach 1975–1998 miejscowość administracyjnie należała do województwa olsztyńskiego. Wieś znajduje się w historycznym regionie Warmia.
Obecnie we wsi funkcjonują: punkty usługowe, poczta, remiza strażacka, zlewnia mleka, sklepy, sala dyskotekowa. W latach wcześniejszych działała rada gminy, koło gospodyń wiejskich, funkcjonowała kawiarnia, bank spółdzielczy. Wieś ma wodociąg, ma kanalizację od 2012 roku. Przez wieś prowadzi żółty szlak rowerowy (Jeziorany - Tłokowo - Kramarzewo - Franknowo - Modliny - Ustnik - Wójtówko - Jeziorany), 24 km.

## Położenie
Wieś oddalona 6 km na północny wschód od Jezioran w kierunku Bisztynka, licząca obecnie około 660 mieszkańców. Położona jest malowniczo w krajobrazie polodowcowym. Szczególna jest tu forma moreny wysoczyzny falistej. Niedaleko miejscowości znajduje się zlewnia czterech dopływów Łyny: Wasąga, Kirsny, Symsarny i Pisy. W okolicy znajduje się wysokie wzniesienie pokryte lasem iglastym. Mieszkańcy nazywają je "Górą Zamkową" (według legendy stał tam kiedyś zamek).

## Historia
Wieś lokował 3 grudnia 1346 wójt biskupi Brunon z Lutr na 91 włókach, w tym było: 74 włók czynszowych na prawie chełmińskim, 10 włók sołeckich, 6 kościelnych i 1 włóka wolna. Zasadźcą był Prus Heinko. W czasie wojny trzynastoletniej i ponownie w trakcie wojny polsko-krzyżackiej w latach 1519-1521, wieś została w dużym stopniu zniszczona. W połowie XVI w. wieś zasiedlono ponownie. W 1688 we wsi było: 23 chłopów, sołtys, 4 zagrodników. W 1785 Franknowo zamieszkiwali Niemcy. We wsi oprócz budynków mieszkalnych były dwie karczmy, kuźnia i stajnie. W 1820 mieszkały tu 455 osoby, natomiast w 1939 – 927. Po II wojnie światowej zaczęła napływać do wsi ludność różnych narodowości – Polacy z dawnych kresów oraz Polski Centralnej, Ukraińcy. Obecnie we Franknowie mieszka 660 osób.

## Zabytki
- Kościół zbudowany w XIV w. Uległ on zniszczeniu podczas wojny trzynastoletniej. Został odbudowany w 1565, a w 1581 konsekrował go biskup warmiński Marcin Kromer, na cześć przeniesienia tu relikwii św. Stanisława i św. Katarzyny. W 1751 wzniesiono nową świątynię dzięki fundacji biskupa warmińskiego A.S. Grabowskiego. W 1843 zawaliło się sklepienie kościoła. W 1845 założono drewniany sufit. Późnobarokowy ołtarz główny pochodzi z 1751, mieści się w nim obraz św. Stanisława wraz z Bolesławem Śmiałym i jego rycerzami, namalowany przez Józefa Korzeniewskiego. Kościół jest zabytkiem trzeciej klasy. Posiada fasadę barokowo-klasycystyczną podwyższoną sygnaturką. Świątynię otacza barokowy mur z paradną bramą, kapliczkami i niską dzwonnicą[4].
- Warmińskie kapliczki z XIX i XX w. Łącznie jest ich 8 i są w większości otynkowane.
- Krzyże przydrożne,
- cmentarz z zabytkowymi grobami oraz pomnikami cmentarnymi
- Budynek szkoły, wcześniej była szkołą parafialną.
- Budynki mieszkalne i gospodarcze,
- budynek dawnej stacji kolejowej, (obecnie nieczynna) zaadaptowany na cele mieszkalne.